# أندي جونز
أندي جونز (بالإنجليزية: Andy Jones)‏ (و. 1948 – م) هو ممثل هزلي، وكاتِب، وممثل، وكاتب للأطفال، وكاتب سيناريو، من كندا، ولد في سانت جونز.

## وصلات خارجية
- أندي جونز على موقع IMDb (الإنجليزية)
- أندي جونز على موقع ألو سيني (الفرنسية)
- أندي جونز على موقع ألو سيني (الفرنسية)
- أندي جونز على موقع أول موفي (الإنجليزية)
- أندي جونز على موقع قاعدة بيانات الفيلم (الإنجليزية)
- أندي جونز على موقع كينوبويسك (الروسية)